# Carl Johan Östman
Carl Johan Östman, född 22 april 1888 i Ytterlännäs församling, Västernorrlands län, död 12 november 1983, var en svensk meteorolog.
Östman blev filosofie kandidat vid Uppsala universitet 1915, filosofie magister 1917, filosofie licentiat 1919 och filosofie doktor 1923. Han blev tjänsteman vid SMHA 1920, statsmeteorolog 1935 samt var byrådirektör vid militärmeteorologiska avdelningen och förste statsmeteorolog 1945–1954. 
Östman var väderkrönikör i AB Radiotjänst och Dagens Nyheter 1930–1954, ledamot av militära väderleksutredningen 1944, av Abiskokommittén 1930–1946 och av styrelsen för Kungliga Vetenskapsakademiens forskningsstation i Norrland 1947–1957. Han planlade och ordnade SMHI:s skilda arkiv 1960–1967 och medverkade vid dess utlokalisering till Norrköping 1975. Han konstruerade meteorologiska instrument.